# Comitatul Ung
Comitatul Ung, cunoscut și ca Varmeghia Ung (în maghiară Ung vármegye, în germană Komitat Ung, în latină Comitatus Unghvariensis, în slovacă Užská župa/ Užská stolica/ Užský komitát), a fost o unitate administrativă a Regatului Ungariei din secolul al XI-lea și până în 1920. În prezent, teritoriul acestuia se găsește în vestul Ucrainei (2/3), în estul Slovaciei (1/3) și în nord-estul Ungariei - o mică parte. Capitala comitatului a fost orașul Ujhorod (în maghiară Ungvár, în germană Ungwar, în slovacă Užhorod, în ucraineană Ужгород).

## Geografie
Comitatul Ung se învecina la nord cu Regatul Galiției și Lodomeriei (teritoriu care aparținea de Imperiul Austriac), la vest Comitatul Zemplén (Zemplín), la sud cu Comitatul Szabolcs și la est cu Comitatul Bereg. Teritoriul comitatului se afla situat între Munții Carpați (la nord), râurile Tisa și Latorica (la sud) și râul Laborec (la vest). Râurile Latorica și Uj (în maghiară Ung, de la care provine denumirea comitatului) curgeau pe teritoriul comitatului. Suprafața comitatului în 1910 era de 3.230 km², incluzând suprafețele de apă.

## Istorie
Comitatul Ung este unul dintre cele mai vechi comitate din Regatul Ungariei, el fiind atestat încă din secolul al XI-lea. Capitala comitatului a fost inițial Castelul Ujhorod, iar apoi orașul Ujhorod (în maghiară Ungvár).
La sfârșitul Primului Război Mondial, majoritatea teritoriului Comitatului Ung a devenit parte componentă a noului stat Cehoslovacia, aceste modificări de granițe fiind recunoscute prin Tratatul de la Trianon (1920). Orașul Záhony și satul Győröcske (aflate în extremitatea sudică) au rămas în Ungaria, fiind integrate în Comitatul Szabolcs-Ung.
Ca urmare a prevederilor controversate ale Primului arbitraj de la Viena (noiembrie 1938),  majoritatea vestică a fostului comitat a fost ocupată de Ungaria. După război, această parte vestică a revenit Cehoslovaciei. Restul (cu excepția localităților Záhony și Győröcske) a fost inclus în Regiunea Transcarpatia a RSS Ucrainene (din cadrul URSS). După destrămarea Uniunii Sovietice în 1991, acest teritoriu a devenit parte componentă a Ucrainei.

## Demografie
În 1910, populația comitatului era de 160.282 locuitori, dintre care: 
- Ruteni -- 61.711 (38,50%)
- Maghiari -- 53.824 (33,58%)
- Slovaci -- 36.364 (22,69%)
- Germani -- 8.383 (5,23%)

La același recensământ, populația era împărțită astfel din punct de vedere al religiei:
- greco-catolici - 55,0%
- romano-catolici - 21,3%
- reformați (calvini) - 12,4%
- evrei - 10,9%
- luterani - 0,3%
- greco-ortodocși - 0,1%

## Subdiviziuni
La începutul secolului al XX-lea, subdiviziunile comitatului Ung erau următoarele:
| Districte (járás)                          | Districte (járás)              |
| District                                   | Capitală                       |
| ------------------------------------------ | ------------------------------ |
| Nagyberezna                                | Nagyberezna --- Veliky Berezny |
| Nagykapos                                  | Nagykapos --- Veľké Kapušany   |
| Perecseny                                  | Perecseny --- Perechyn         |
| Szerednye                                  | Szerednye --- Serednye         |
| Szobránc                                   | Szobránc --- Sobrance          |
| Ungvár                                     | Ungvár --- Ujhorod             |
| Districte urbane (rendezett tanácsú város) |                                |
| Ungvár --- Ujhorod                         |                                |

Orașele Veľké Kapušany și Sobrance sunt în prezent în Slovacia; celelalte orașe menționate se află în Ucraina.